# Skoków (województwo lubelskie)
Skoków – wieś w Polsce położona w województwie lubelskim, w powiecie opolskim, w gminie Opole Lubelskie.
Do 1954 roku Skoków był siedzibą gminy Godów. W latach 1975–1998 miejscowość położona była w województwie lubelskim.
Wieś stanowi sołectwo w gminie Opole Lubelskie. Według Narodowego Spisu Powszechnego z roku 2011 wieś liczyła 245 mieszkańców.

## Części wsi
| SIMC    | Nazwa    | Rodzaj    |
| ------- | -------- | --------- |
| 1022587 | Grobla   | część wsi |
| 1022914 | Podlesie | część wsi |

## Historia
W XV w. Skoków należał do jednego z kilkunastu tzw. jednowioskowych majątków szlacheckich w województwie lubelskim, stanowiąc własność braci: Jana, Stanisława (herbu Bończa?) i Mikołaja Skokowskich, wnuków Hektora z Niedrzwicy, podczaszego lubelskiego. * 1479 r.- właściciele Skokowa oddali dział w Niedrzwicy za posag wartości 100 grzywien Elżbiecie, żonie Piotra Bobowskiego, ta zaś zrzekła się praw do swej części w Skokowie. Wieś należącą do dóbr opolskich w województwie lubelskim w 1704 roku odziedziczyła Teresa Dunin-Borkowska, żona wojewody lubelskiego Stanisława Tarły. 
Pod koniec XV w. w Skokowie- młyn, 4 karczmy, 4 zagrody z rolami, płacące dziesięcinę snopową- 7 grzywien klasztorowi Św. Krzyża. 
Klasztor łysogórski pobiera z tej wsi dziesięciny aż do czasów supresji zakonu Benedyktynów. W roku 1819 dziesięcinę snopową należącą do stołu konwentu, miejscowa gromada kupuje ją za 70 florenów.